# Sundhedsvæsen
Et lands sundhedsvæsen omfatter alle personer, organisationer, faciliteter, regelsæt og processer, der har til opgave at fremme og opretholde sundheden, gennem forebyggelse og behandling af sygdomme og fysiske skader.